# Pro Evolution Soccer 5
Pro Evolution Soccer 5 (skraćeno: PES 5, u Japanu: Winning Eleven 9) naslov je iz serijala nogometnih videoigara Pro Evolution Soccer, japanskog proizvođača Konamija.
PES 5 je dosta izmijenjen u odnosu na PES 4. Velike su izmjene načinjene u opciji uređivanja (eng. edit). Za razliku od četvrtice, klubovi imaju velike grbove i odijeljeni su na lige (englesku, francusku, njemačku, talijansku, nizozemsku i španjolsku).
U Europi je igra izdana 21. listopada 2005., u Japanu 4. kolovoza 2005., a u Sjevernoj Americi 7. veljače 2006. godine.

## Licence

### Lige

#### Lige s licencom
Lige s licencom su iste kao i u PES-u 4:
- Serie A s klubovima iz sezone 2005./06.
- Eredivisie s klubovima iz sezone 2005./06.
- La Liga s klubovima iz sezone 2005./06.

Serie A:
- F.C. Internazionale Milano
- A.S. Roma
- AC Milan
- AC Chievo Verona
- Palermo
- Livorno
- Parma
- Empoli F.C.
- ACF Fiorentina
- Ascoli
- Udinese Calcio
- U.C. Sampdoria
- Reggina Calcio
- Teste di Moro (Cagliari Calcio)
- A.C. Siena
- S.S. Lazio
- FC Messina Peloro
- U.S. Lecce
- Treviso F.B.C.
- Juventus

| Eredivisie: - PSV Eindhoven - AZ Alkmaar - Feyenoord - AFC Ajax - FC Groningen - FC Utrecht - SC Heerenveen - Roda JC - FC Twente - NEC Nijmegen - Vitesse - RKC Waalwijk - Heracles Almelo - Sparta Rotterdam - ADO Den Haag - NAC Breda - Willem II - RBC Roosendaal | La Liga: - FC Barcelona - Real Madrid - Valencia CF - CA Osasuna - Sevilla FC - RC Celta de Vigo - Villarreal CF - RC Deportivo de La Coruña - Getafe CF - Atlético Madrid - Real Zaragoza - RCD Mallorca - Athletic Club Bilbao - Real Betis Balompie - RCD Espanyol - Real Sociedad de Futbol - Racing de Santander - Deportivo Alavés - Cádiz CF - Málaga CF |

Ostali licencirani klubovi:
- Arsenal
- Chelsea
- Celtic
- Rangers
- FC Porto
- F.C. Copenhagen
- Rosenborg
- Djurgarden
- Galatasaray
- Dinamo Kijev

#### Lige bez licence
Na PES-u 5 se zadnji put pojavljuje Bundesliga. U nastavcima PES 6, PES 2008 i PES 2009, Bundesliga nema licencu, a od klubova se pojavljuje samo FC Bayern (osim u PES-u 2009).
- "England League" (FA Premier Liga s klubovima iz sezone 2005-06)
- "German League" (Bundesliga s klubovima iz sezone 2005-06)
- "French League" (Ligue 1 s klubovima iz sezone 2005-06)

FA Premier Liga:
| - Man Red (Manchester United F.C.) - Merseyside Blue (Everton F.C.) - Merseyside Red (Liverpool F.C.) - Middlebrook (Bolton Wanderers F.C.) - Teesside (Middlesbrough F.C.) - Man Blue (Manchester City F.C.) - North East London (Tottenham Hotspur F.C.) - West Midlands Village (Aston Villa F.C.) - South East London Reds (Charlton Athletic F.C.) | - West Midlands City (Birmingham City F.C.) - West London White (Fulham FC) - Tyneside (Newcastle United F.C.) - Lancashire (Blackburn Rovers F.C.) - Pompy (Portsmouth F.C.) - West Midlands Stripes (West Bromwich Albion F.C.) - Wearside (Sunderland AFC) - East London (West Ham United F.C.) - Lancashire Athletic (Wigan Athletic F.C.) |

| Bundesliga: - Isar (FC Bayern München) - Ruhr (FC Schalke 04) - Weser (Werder Bremen) - Hauptstadt (Hertha BSC Berlin) - Neckar (VfB Stuttgart) - Rhein (Bayer 04 Leverkusen) - Westfalen (Borussia Dortmund) - Hanseaten (Hamburger SV) - Autostadt (VfL Wolfsburg) - Niedersachsen (Hannover 96) - Karneval (1. FSV Mainz 05) - Pfalz (1. FC Kaiserslautern) - Alm (Arminia Bielefeld) - Franken (1. FC Nürnberg) - Fohlen (Borussia Mönchengladbach) - Rhein-Main (Eintracht Frankfurt) - Domstadt (1. FC Köln) - Stahlstadt (MSV Duisburg) | Ligue 1: - Rhone (Olympique Lyonnais) - Pas de Calais (Lille) - Azur (AS Monaco FC) - Bretagne (Stade Rennais FC) - Bouches du Rhone (Olympique Marseille) - Somesterrine (AS Saint-Étienne) - Nord (RC Lens) - Bourgogne (AJ Auxerre) - Ile de France (Paris Saint-Germain FC) - Franche-Comté (FC Sochaux-Montbeliard) - Alsace (RC Strasbourg) - Alpes Maritimes (OGC Nice) - Garonne (Toulouse FC) - Corse Sud (AC Ajaccio) - Aquitaine (FC Girondins de Bordeaux) - Moselle (FC Metz) - Loire Océan (FC Nantes) - Sarthe (Le Mans UC 72) - Aube (ES Troyes AC) - Meurthe-et-Moselle (AS Nancy-Lorraine) |

### Klubovi bez licence
- FC Belgium (Club Brugge)
- Bruxelles (R.S.C. Anderlecht)
- Lisbonera (S.L. Benfica)
- Esportiva (Sporting Lisabon)
- FC Bosphorus (Besiktas JK)
- Constanti (Fenerbahçe SK)
- Peloponnisos (Olympiacos)
- Athenakos FC (Panathinaikos FC)
- Russia Rail FC (FC Lokomotiv Moskva)
- Sheffcor Domake (Shakhtar Donetsk)
- AC Czech (AC Sparta Prag)
- Caopolo (São Paulo FC)